# Multi language seven model
V zadnjem času je na področju strukturne reprezentacije osebnostnih lastnosti prevladoval pet-faktorski model, poimenovan Velikih pet, ki predvideva, da se ljudje med seboj razlikujemo v petih faktorjih osebnosti: ekstravertnosti, prijetnosti, vestnosti, odprtosti in nevroticizmu oz. čustveni stabilnosti. Vendar pa dosedanje leksične raziskave niso potrdile njegove univerzalnosti. Saucier je predlagal alternativni sedem-faktorski model, ki ga je poimenoval Multi-language seven. ML7 vključuje dimenzije družabnost, samozavest, vestnost, temperament, intelekt, skrb za druge in negativna valenca. 

## Dimenzije ML7
DRUŽABNOST (gregariousness) 
Posameznik, ki ima visoko izraženo dimenzijo družabnosti, je humoren, vesel, glasen, zgovoren, klepetav, prijeten, zanesenjaški in prijateljski. Nasprotno pa je posameznik z nizko izraženo dimenzijo tih, resen in nekomunikativen. V psihopatologiji se ta poteza prekriva s histrionično (ali manično) nasproti shizoidni dimenziji. 
SAMOZAVEST (self-assurance)
Posameznik z visoko izraženo samozavestjo je čuječ, odločen, pogumen, neodvisen, neomajen, energičen, nizko samozavestni ljudje pa so strahopetni, živčni, nervozni, bojazljivi, šibki in sramežljivi. 
TEMPERAMENT NOST(temperamentalness)
Na enem skrajnem polu so posamezniki, ki so razumevajoči, prijazni, prizanesljivi in mirni, na drugem skrajnem polu pa so ljudje, ki so razdražljivi, vzkipljivi, nepotrpežljivi, muhasti, ljubosumni, jezljivi, godrnjavi in impulzivni. Vzporednice lahko najdemo pri koleričnem tipu.
SKRB ZA DRUGE (concern for others)
Skrajno pozitivno izražena skrb za druge se kaže kot radodarnost, velikodušnost, pripravljenost pomagati, skromnost, iskrenost, prijaznost, miroljubnost, spoštljivost in vestnost, skrajno negativno izražena lastnost pa se kaže kot aroganca, oblastnost, sebičnost, zavistnost in domišljavost.
VESTNOST (conscientiousness)
Vestnost je karakteristika, ki se pojavlja v modelu Velikih Pet in ML7. Pri modelu ML7 vestnost poudarja natančnost in ekonomičnost. Tako odkrije usmerjenost (v obnašanju ali vedenju) do pravil in standardov. Ta faktor se nanaša na pravila vedenja, zlasti s strani samega sebe.
INTELEKT (intellect)
Lastnost, ki zaseda mesto v modelu Velikih Pet kot tudi ML7 modelu. Lastnosti se le malo razlikujeta v modelih. Povprečen in običajen sta oceni za nižji intelekt v modelu ML7. V modelu Velikih Pet pa v karakteristiko nižjega intelekta spadata oceni kot sta neinteligenten in neopazen, kar napeljuje na nenormalne zmogljivosti. Z drugimi besedami, intelekt pri modelu ML7 je bolj osredotočen na to, ali kakšen faktor izstopa, kar pomeni, da se osredotoča na oceno, ali je določen faktor izjemen (npr. virtuoznost) ali pa je običajen v upoštevanju talentov in načinov mišljenja.
NEGATIVNA VALENCA / SOCIALNA NESPREJEMLJIVOST (negative valence / social unacceptability)
Negativna valenca vključuje faktorje socializacije, dosežke s prilagajanjem, zanesljivosti in kontrole nad dražljaji (nagoni) in tako je aspekt osebnostnih sprememb. V primeru, da bi ignorirali to karakteristiko, bi s tem prezrli nekatere komponente, ki so navadno najdene v običajnih osebnostnih vprašalnikih. 
Lastnosti, ki se navezujejo na negativno valenco vključujejo ocene, ki so moralne v omejenem, vendar osnovnem smislu. Torej vključuje samo prisotnost ali odsotnost manj želenih lastnosti. Neodvisnost karakteristike negativne valence se od ostalih dimenzij osebnosti (Velikih Pet ali ostalih dimenzij ML7) razlikuje po tem, da zajema razlike, ki se nanašajo na mejo med sprejemljivim in nesprejemljivim vedenjem in med tem, kaj je socialno tolerirano in kaj ne.